# Cefaklór
A  cefaklór (INN: cefaclor) egy második generációs cefalosporin antibiotikum. A VIII. Magyar Gyógyszerkönyvben Cefaclorum    néven hivatalos.  

## Hatásspektrum

### Gram-pozitív kórokozók
- Staphylococcus aureus (beleértve a béta-laktamáz termelőket)
- Staphylococcus epidermidis (beleértve a béta-laktamáz termelőket)
- Staphylococcus saprophyticus
- Streptococcus pneumoniae
- Streptococcus pyogenes (A-csoportú streptococcusok)

A cefaklór hatástalan a meticillin-rezisztens Staphylococcusokkal szemben.

### Gram-negatív kórokozók
- Haemophilus parainfluenzae
- Haemophilus influenzae (beleértve a béta-laktamáz termelő, ampicillin rezisztens törzseket)
- Moraxella (Branhamella) catarrhalis (beleértve a béta-laktamáz termelőket)
- Escherichia coli
- Klebsiella pneumoniae
- Proteus mirabilis

In vitro a cefaklór hatékonynak bizonyult még az alábbi kórokozók ellen is, de a klinikai hatékonyságát még nem bizonyították:
Gram-negatív kórokozók: 
Citrobacter diversus, Neisseria gonorrhoeae
Anaerob kórokozók:
Propionibacterium acnes, Bacteriodes species (kivéve Bacteriodes fragilis), Peptococcusok, Peptostreptococcusok.

### Hatástalan
Meticillin-rezisztens staphylococcusok, Pseudomonas fajok, Acinetobacter calcoaceticus, a legtöbb enterococcus, Enterobacter fajok, az indol-pozitív Proteusok, Serratia fajok, Morganella morganii, Providencia rettgeri. 

## Készítmények
- Ceclor (Eli Lilly)
- Cecloretta
- Vercef